# Manutenibilidade
Manutenibilidade, ou manutibilidade, é uma característica inerente a um projeto de sistema ou produto, e se refere à facilidade, precisão, segurança e economia na execução de ações de manutenção nesse sistema ou produto (BLANCHARD, Benjamin. Logistics engineering and management. 4th ed. Englewwod Cliffs: Prentice Hall, 1992. p. 15).
Em engenharia de software, manutenibilidade é um aspecto da qualidade de software que se refere à facilidade de um software de ser modificado a fim de corrigir defeitos, adequar-se a novos requisitos, aumentar a suportabilidade ou se adequar a um ambiente novo. Tais atividades são conhecidas como a manutenção de software, assim como definido pela ISO/IEC 9126.

## Atividades
A analisabilidade se refere à facilidade de encontrar uma falha, e quando ela ocorre. Também, ao esforço necessário para diagnosticar deficiências ou causas de falhas, ou localizar as partes a serem modificadas para corrigir os problemas. Já a modificabilidade se refere à facilidade de modificação ou adaptação, ao esforço necessário para realizar alterações, remover falhas ou para adequar o produto a eventuais mudanças de ambiente operacional. A estabilidade se refere ao risco associado às modificações no sistema. Por fim, a testabilidade se refere à facilidade de testar o produto após alterações.